# Pichichi (football)
Rafael Moreno Aranzadi, dit "Pichichi", est un footballeur espagnol né le 23 mai 1892 à Bilbao (Pays basque, Espagne) et mort le 1er mars 1922 dans la même ville.

## Biographie
Rafael Moreno est issu d'une famille bourgeoise de Bilbao. Il est le neveu du philosophe Miguel de Unamuno. Son père fut maire de la ville et aurait souhaité que son fils fasse de grandes études, mais le jeune Rafael Moreno ne s'intéresse qu'au football.
Pichichi, surnommé ainsi en référence à sa petite taille (1,54 m), intègre l'équipe de l'Athletic Bilbao en 1911, à l'âge de 19 ans. Redoutable buteur, il contribue grandement aux victoires de son équipe en Coupe du Roi en 1914, 1915 (trois buts en finale), 1916 et 1921. 

### Carrière internationale
Également titulaire en équipe nationale espagnole, il obtient la médaille d'argent aux Jeux olympiques d'Anvers en 1920 en compagnie d'un autre joueur de légende : le gardien Ricardo Zamora.

### Décès prématuré et hommage
Pichichi est mort du typhus en 1922, un an après la fin de sa carrière de joueur. La consternation est alors immense à Bilbao. Aujourd'hui encore, un buste à son effigie orne l'entrée du stade San Mamés de Bilbao, dont il a été le tout premier buteur lors de son inauguration en 1913. La mémoire populaire retient un tableau d'Aurelio Arteta nommé à l'origine Idylle à San Mamés comme "Le tableau de Pichichi avec sa fiancée".

#### Création du Trophée Pichichi
En hommage à celui qui a été l'une des toutes premières vedettes du football espagnol, il fut créé en 1928 (également année de création de la Liga) le trophée Pichichi, récompensant le meilleur buteur du championnat d'Espagne. Il est décerné chaque année aux meilleurs buteurs de la Liga et de la Segunda División.

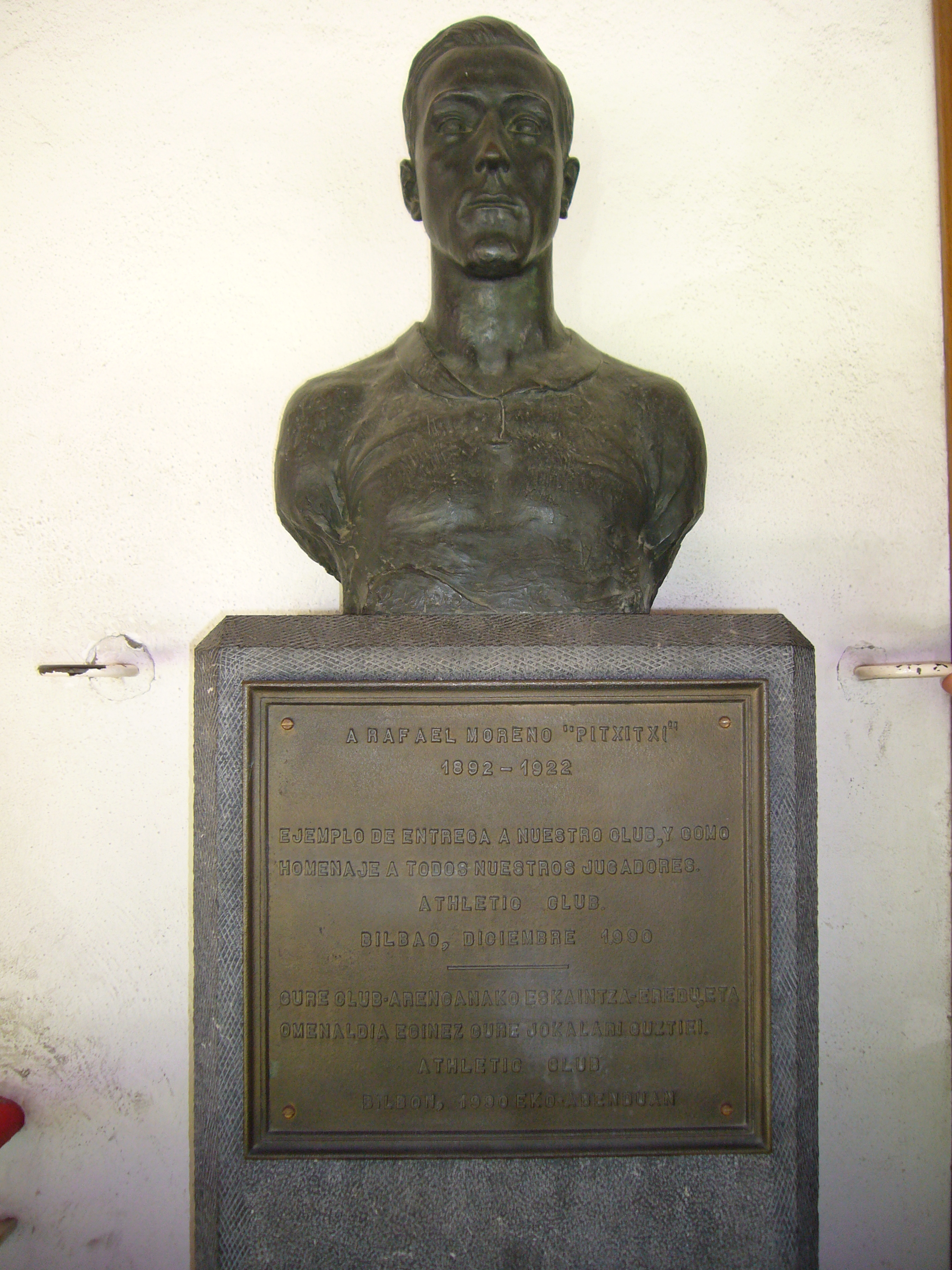
Buste de Rafael Moreno "Pichichi" au stade San Mamés.

En outre, chaque fois qu'une équipe vient jouer pour la première fois au Stade San Mamés contre l'Athletic Bilbao, la tradition commande que le capitaine de cette équipe dépose une gerbe au pied du buste de Rafael Moreno Aranzadi.